# Koh Tang
Pour les articles homonymes, voir KOH (homonymie).
Koh Tang, ou Île Tang, est une île située à environ 43 km au sud-ouest des côtes du Cambodge dans le golfe de Thaïlande. L'île est de nos jours uniquement habitée par des militaires des forces armées royales cambodgiennes. En khmer, le mot Koh signifie « île » (les américains écrivent Kaoh).
Koh Tang fut le théâtre des derniers combats des forces armées américaines en Asie du Sud-Est : le 15 mai 1975, des Marines à bord d'hélicoptères de l'U.S. Air Force, atterrirent sur l'île dans l'espoir de retrouver les membres de l'équipage du navire SS Mayagüez. Ce navire marchand avait été capturé par les forces des Khmers rouges qui avaient transféré l'équipage sur le continent à Kompong Som (aujourd'hui Sihanoukville). Cet épisode est connu sous le nom d'incident du Mayagüez.